# Polska Lewica
Polnische Linke (Polska Lewica) ist eine politische Partei in Polen, die vom ehemaligen Premierminister Leszek Miller gegründet wurde, nachdem er den Bund der Demokratischen Linken (SLD) verlassen hatte. Ihr 1. Kongress fand am 3. Januar 2008 statt. Offizielle Jugendorganisation ist die Gesellschaft der Jungen Polnischen Linken (Stowarzyszenie Młoda Polska Lewica). Am 3. März 2008 wurde die Polnische Linke in Warschau eingetragen. Am 25. Mai 2008 wurde Leszek Miller von der 1. Landesversammlung der Partei mit 215 der abgegebenen 230 Stimmen zum Vorsitzenden gewählt.

## Vorsitzender
- Leszek Miller seit 25. Mai 2008

## Vizevorsitzende
- Bogdan Podgórski
- Anna Orzeł-Dąbrowska
- Krzysztof Jagiełło
- Wojciech Szewko

## Generalsekretär
- Jacek Zdrojewski
- Emilia Wolańska, Stellvertreterin